# 玉樹等四十族
玉樹等四十族，是清代對遊牧於今玉树藏族自治州一带的蒙古族、藏族部落土司的稱呼。
清世宗雍正十年（1732年），西藏与青海、四川、云南的边界勘定完成。青海、西藏大致以唐古拉山为界，北路的巴彦、南称等四十族（即玉树等四十族）由西宁办事大臣管辖；南路的三十九族称为“霍尔三十九族”，与達木蒙古同归驻藏大臣管辖。玉樹等四十族游牧地域大致包括今玉树藏族自治州的玉树市、杂多县、称多县、治多县、囊谦县、曲麻莱县。
四十族：
1. 阿里克族
2. 蒙古爾津族
3. 雍希葉布族
4. 玉樹族
5. 噶爾布族
6. 蘇鲁克族
7. 尼雅木錯族
8. 固察族（因察族）
9. 稱多族
10. 洞巴族
11. 多倫尼托克安圖族
12. 阿薩克族
13. 克列玉族
14. 克阿永族
15. 克葉爾濟族
16. 克典巴族
17. 隆布族
18. 上隆布族
19. 札武族
20. 上扎武族
21. 下札武族
22. 札武班右族
23. 上阿拉克碩族
24. 上隆壩族
25. 下隆壩族
26. 蘇爾莽族
27. 白利族
28. 哈爾受族
29. 登坡格爾吉族
30. 下格爾吉族
31. 格爾吉族
32. 巴彥南稱族
33. 南稱桑巴爾族
34. 南稱隆冬族
35. 南稱卓達爾族
36. 吹冷多拉族
37. 巴彥南稱界住牧喇嘛
38. 拉布庫克住牧喇嘛